# 克里姆林宮無人機襲擊事件
莫斯科時間2023年5月3日凌晨2時30分左右，兩架來歷不明的無人機駛入俄羅斯莫斯科克里姆林宮上空，其中一架無人機被觀察到在克里姆林宮上空爆炸。克里姆林宮附近居民觀察到克里姆林宮方向發生爆炸和冒煙，俄羅斯總統弗拉基米爾·普京本人在襲擊發生時不在克里姆林宮。克里姆林宮新聞處在聲明中指控烏克蘭發動襲擊普京在克里姆林宮的官邸及試圖暗殺普京，烏克蘭則否認與事件有關。

## 背景
自2023年以來，俄羅斯當局在莫斯科安裝了額外的防空系統。《BBC》引用俄羅斯主戰派博客主的說法，防空導彈系統的部署可能與無人機襲擊的風險有關。
在襲擊事件發生的上一個星期，當地官員報告稱在莫斯科附近的諾金斯克發現了裝有炸藥的無人機。後來在莫斯科周邊地區發現了另外三架沒有安置炸藥的無人機。
而烏克蘭從未承認此等無人機事件與己方有關。
莫斯科市長謝爾蓋·索比亞寧則在稍早時間宣佈，2023年5月3日起，除莫斯科當局批准的無人機，其他無人機一律不得出現在莫斯科上空，否則將會面臨最高可達7年的監禁。

## 過程
2023年5月3日凌晨2時30分左右，兩架來歷不明的無人機駛入克里姆林宮上空。包括在克里姆林宮附近的居民都觀察到爆炸的火光和聲響。根據《BBC》引用Telegram的影片，其中一架無人機在克里姆林宫元老院上空爆炸。克里姆林宮新聞處在聲明稱兩架無人機已被軍方和特種部隊使用雷達戰術系統擊落，碎片散佈在克里姆林宮內。新聞處宣稱事件中無人傷亡或財物損失。
新聞處稱，襲擊發生時普京正在莫斯科附近新奧加廖沃官邸工作。其稱事件是有計劃的恐怖主義行為和企圖暗殺普京，並保留「在其認為合適的時間和地點」採取報復措施的權利。

## 反應

### 俄羅斯
俄羅斯總統發言人德米特里·佩斯科夫在宣稱烏克蘭無人機襲擊克里姆林宮後表示，2023年5月9日在紅場的勝利閱兵遊行將會如期舉行，計劃沒有變化。
俄羅斯國家杜馬議長維亞切斯拉夫·沃洛金表示，事件是代表「對俄羅斯的襲擊」。他認為在此事件發生後，應該將基輔政權視為恐怖組織，不可能與烏克蘭領導人進行談判。
莫斯科巿長索比亞寧宣布，5月3日起未經許可，禁止無人機在莫斯科巿區飛行。
5月4日，俄罗斯总统新闻秘书佩斯科夫表示，美国是无人机袭击克里姆林宫事件的幕后黑手，乌克兰则根据美国的指示行事。當天俄軍開始多波次空襲烏克蘭各大城市，其中一架在敖德薩被擊毀的無人機機骸尾翼上以俄語寫著「為了莫斯科」（“Zа МоскVу”）和「為了克里姆林宮」。

### 烏克蘭
正在芬蘭訪問的烏克蘭總統弗拉基米爾·澤連斯基表示，烏克蘭沒有攻擊普京或莫斯科，而是在自己的領土上作戰。他又稱，將會把普京留給海牙，而不是暗殺他。
烏克蘭總統新聞秘書舍爾希·尼基福羅夫向BBC表示，基輔的目標是解放被佔領土，而不是莫斯科。「我們沒有關於所謂的克里姆林宮夜襲的信息，但正如澤連斯基總統一再表示的那樣，烏克蘭已指示所有可用的力量和手段來解放自己的領土，而不是攻擊他國。」
烏克蘭總統辦公室顧問米哈伊爾·波多利亞克在Twitter 上表示烏克蘭「發動了一場完全防禦性的戰爭，不打算攻擊俄羅斯領土上的目標。在能源設施或克里姆林宮範圍上出現身份不明的無人機只能表明當地存在抵抗活動。如你所知，無人機可以在任何軍事商店購買。」

### 美國
美國國務卿安東尼·布林肯表示，他無法證實俄羅斯指責烏克蘭試圖刺殺普京的指控，並且對俄羅斯總統所說的任何話持懷疑態度。
美國前國防助理副局長和中央情報局官員邁克爾·穆爾羅伊（Michael Mulroy）則認為這事件不太可能是一次企圖暗殺，由於烏克蘭密切追踪普京的去向，而該事件發生時他卻不在莫斯科。他認為這可能是為了向俄羅斯人公開表示他們隨時可能受到攻擊，而且他們在烏克蘭開啟的戰爭最終可能會帶回俄羅斯，甚至是首都。
美国白宫新闻秘书卡琳·让-皮埃尔表示，美国不鼓励乌克兰攻击俄羅斯本土。
美國官員表示本月稍早對克里姆林宮的一次無人機襲擊，成為一系列針對俄國、令拜登政府感到不安的行動。
紐約時報援引美國官員的說法，克里姆林宮無人機襲擊事件很可能是由烏克蘭一個特種軍事或情報單位策劃，不過美國情報機構無從得知是哪支部隊發動襲擊，也不清楚烏克蘭總統澤連斯基或其高級官員是否知道這次行動。

### 中国
2023年5月4日中华人民共和国外交部发言人毛宁主持例行记者会，在回答塔斯社和俄新社记者问到的相关问题时表示：“已注意到有关报道，中方关于乌克兰危机的立场是一贯、明确的，各方应避免采取任何可能使局势进一步升级的行动...中方将派中国政府欧亚事务特别代表赴乌克兰等国进行访问，为政治解决乌克兰危机发挥建设性作用”。